# Christopher Langton

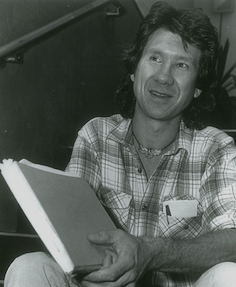
Christopher Langton

Christopher Langton (* 1949) ist theoretischer Biologe und ein Mitbegründer der Forschungsdisziplin des Artificial Life, ein Begriff, den er Ende der 1980er Jahre einführte.
Langton gehörte zur Arbeitsgruppe für Komplexe Systeme in der Theoretischen Abteilung des Los Alamos National Laboratory und gehört der Fakultät des Santa Fe Institute an. 1987 veranstaltete Langton am Los Alamos Lab die erste internationale Konferenz über Künstliches Leben.
Von ihm stammt Langtons Ameise, ein einfacher Zellulärer Automat und ein Beispiel für Künstliches Leben. Eine weitere Simulation von ihm stellen die Langton-Schleifen dar. Langtons Lambda-Maß ist eine Größe der Dimension Zahl, die die Komplexität in einem evolutionären System erfasst. Die meisten interessanten Systeme neigen dazu, auf einen bestimmten Wert von Lambda zu konvergieren.